# مراقبت‌های شخصی

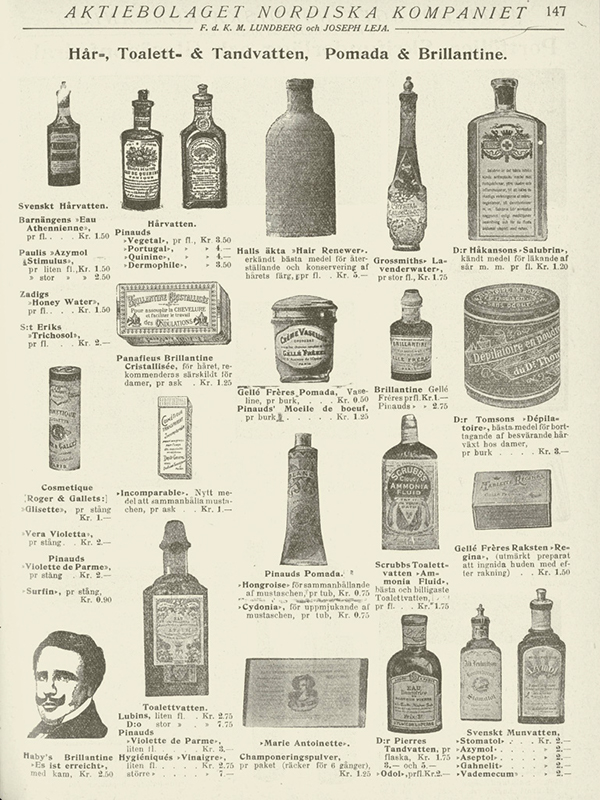
آگهی سوئدی برای فروش محصولات بهداشتی به سال ۱۹۰۶/۱۹۰۵

مراقبت‌های شخصی (به انگلیسی: Personal care) به صنعت ساخت و تولید کالاهای لوکس مصرفی و لوازم آرایشی بهداشتی گفته می‌شود، که بیشتر برای زیبایی و آرایش مورد بهره‌گیری قرار می‌گیرند.
از کالاهای زیرمجموعه مراقبت‌های شخصی می‌توان به: عطر، رژ لب، برق لب،ریش‌تراش، شامپو، تالک، مسواک، خمیردندان و دستمال توالت اشاره کرد. بزرگترین شرکت‌های تولیدکننده کالاها و محصولات مراقبت‌های شخصی عبارتند از: بایرسدورف، هنکل، آی‌تی‌سی لیمیتد، جانسون و جانسون، لورئال، پروکتر اند گمبل، رکیت بنکیزر، یونیلیور، اس‌سی‌آ و کولگیت-پالمولیو.